# Astroscopus zephyreus
Astroscopus zephyreus är en fiskart som beskrevs av Gilbert och Starks, 1897. Astroscopus zephyreus ingår i släktet Astroscopus och familjen Uranoscopidae. IUCN kategoriserar arten globalt som livskraftig. Inga underarter finns listade.